# 圣尼克拉斯站
圣尼克拉斯站（荷蘭語：Station Sint-Niklaas）是比利时东佛兰德省城市圣尼克拉斯的鐵路車站，位于比利时54号与59号铁路交汇处。该站工作日日均客流量超过8,409人次，是2019年比利时第21繁忙的铁路车站。

## 列车服务
该站目前提供以下列车服务：
- 城际列车 (IC-02) 奥斯坦德 - 布鲁日 - 根特 - 圣尼克拉斯 - 安特卫普
- 城际列车 (IC-04) 里尔/波珀灵厄 - 科特赖克 - 根特 - 圣尼克拉斯 - 安特卫普
- 城际列车 (IC-26) 科特赖克 - 图尔奈 - 哈勒 - 布鲁塞尔 - 登德尔蒙德 - 洛克伦 - 圣尼克拉斯（周一至周五）
- 城际列车 (IC-28) 根特 - 圣尼克拉斯 - 安特卫普（周一至周五）
- 地方列车 (L-20) 圣尼克拉斯 – 梅赫伦 – 鲁汶（周一至周五）
- 地方列车 (L-27) 圣尼克拉斯 - 梅赫伦（周末）
- 地方列车 (L-30) 洛克伦 - 圣尼克拉斯 - 安特卫普